# Owen Lovejoy (naukowiec)
Claude Owen Lovejoy (ur. 11 lutego 1943) - profesor anatomii Uniwersytetu Stanowego w Kent (Ohio) oraz dyrektor Instytutu Ewolucji Człowieka im. Matthew Ferriniego. Najbardziej znany jest ze swojej pracy nad sposobem poruszania się i genezą dwunożności u australopiteków. Praca The origin of man (Pochodzenie człowieka), którą opublikował w Science w styczniu 1981 roku, należy do najczęściej cytowanych jego artykułów.